# 魏琯
魏琯，後改名魏管（？—？），字昭華，山東壽光人，明末清初政治人物。

## 生平
明朝天啓七年（1627年）丁卯科山東鄉試第四名舉人，崇祯十年（1637年），登丁丑科进士，工部觀政，本年六月授河间府推官，十五年考选湖廣道御史。
明亡仕清，由监察御史傅景星举荐，順治二年（1645年）二月，起湖廣道试監察御史，巡按甘肅。歷任江寧學政、掌河南道印御史，九年七月升順天府府丞。順治十年（1653年）五月，遷大理寺卿，十一年正月升兵部督捕右侍郎。分赈直隶八府。。魏琯巧寬八旗奴隶逃禁，被議政王會議當坐絞，皇帝寬恕免死，十一年七月降三级授通政司右參議。又因德州諸生呂煌窩逃事發，革职流徙盛京遼陽，卒於戍所。

## 延伸阅读
[在维基数据编辑]
 《清史稿·卷244》，出自趙爾巽《清史稿》